# Dipartimento di Scienze Chimiche (Università degli Studi di Napoli Federico II)
Il Dipartimento di Scienze Chimiche dell'Università degli Studi di Napoli Federico II è uno dei principali centri italiani per la ricerca e la formazione in ambito chimico, noto per l’eccellenza scientifica e le collaborazioni internazionali, attualmente è intitolato a Paolo Corradini, uno dei più importanti chimici italiani del Novecento e padre della scuola macromolecolare italiana.

## Storia
Nel 1862 nasce a Napoli l’Istituto Chimico, fondato da Sebastiano De Luca, che segna il vero inizio della scuola di chimica nella città. L’Istituto, ispirato ai laboratori francesi, rappresenta il nucleo originario da cui, nel tempo, si svilupperà l’attuale Dipartimento di Scienze Chimiche. Il rinnovamento universitario dell’epoca, guidato da figure come Francesco De Sanctis e Raffaele Piria, favorì la crescita della chimica a Napoli. Il Dipartimento si è evoluto grazie al contributo di docenti e ricercatori di rilievo, diventando un riferimento nazionale e internazionale. Tra i protagonisti della sua storia recente spiccano Alfonso Maria Liquori, Paolo Corradini, Alessandro Ballio, Lorenzo Mangoni ed Enzo Leone. Tra i personaggi più illustri c’è anche Maria Bakunin, pioniera della chimica organica e prima donna docente in Italia, a cui è stata dedicata una sala convegni.

## Corsi di laurea e di specializzazione
Il Dipartimento di Scienze Chimiche dell’Università degli Studi di Napoli Federico II offre:
1. Laurea triennale in Scienze Chimiche (L-27), che fornisce una solida preparazione di base in chimica generale, analitica, organica e inorganica.[4]
2. Laurea triennale in Chimica Industriale (L-27), orientata verso la formazione di tecnici e operatori per l’industria chimica e dei materiali.[5]
3. Laurea triennale in Biotecnologie Biomolecolari e Industriali (L-2), focalizzata sulle applicazioni biotecnologiche nei settori farmaceutico, ambientale e agroindustriale.[6]
4. Laurea magistrale in Scienze Chimiche (LM-54), che approfondisce tematiche avanzate di chimica e offre percorsi specialistici.[7]
5. Laurea magistrale in Scienze e Tecnologie della Chimica Industriale (LM-71), che fornisce conoscenze avanzate su chimica industriale, impianti chimici, discipline ambientali e tecniche.[8]
6. Dottorato di ricerca e Master di secondo livello, per la formazione scientifica e professionale avanzata.[9]

### Attività attuali di rilievo
Il Dipartimento di Scienze Chimiche è impegnato in numerose attività di ricerca avanzata e collaborazioni interdisciplinari a livello nazionale e internazionale. Le principali linee di ricerca includono:
- Chimica dei materiali: sviluppo di materiali innovativi per applicazioni industriali, ambientali e spaziali, come il progetto ESA “LUMI” coordinato dal Prof. Claudio De Rosa.
- Catalisi e polimeri: studi su nuovi catalizzatori e polimeri avanzati, con progetti guidati dal Prof. Vincenzo Busico e collaborazioni con il Dutch Polymer Institute.
- Chimica sostenibile e transizione energetica: iniziative su processi chimici a basso impatto ambientale e fonti rinnovabili, coordinate dal Prof. Luigi Paduano.
- Chimica organica e biochimica: ricerca su sintesi di nuove molecole, sensoristica chimica, nanotecnologie, sviluppo di farmaci e diagnostica.
- Collaborazioni: partnership con il CNR, l’Åbo Akademi (Finlandia), aziende e istituzioni pubbliche. Università degli Studi di Napoli Federico II - Dipartimento di Scienze Chimiche, su unina.it. URL consultato il 24 giugno 2025.

Le attività sono integrate nella didattica e nella formazione di studenti e dottorandi, anche tramite seminari, progetti Erasmus+ e iniziative di orientamento al lavoro.

## Laboratori e strumentazioni
Il Dipartimento di Scienze Chimiche dell’Università degli Studi di Napoli Federico II dispone di numerosi laboratori didattici e di ricerca, dotati di strumentazioni scientifiche all’avanguardia. Tra le principali dotazioni figurano spettrometri di massa come LC-MS ESI-TOF Agilent, spettrometro MALDI TOF-TOF ABI SCIEX, sistemi LC-MS/MS con analizzatore ORBITRAP ThermoFisher, GC-MS/MS a triplo quadrupolo, ICP-MS, ICP-OES, MP-OES, cromatografi ionici, HPLC-UV-DAD-FL, HR-imaging-XRF e TOC-N. I laboratori sono inoltre attrezzati con cappe chimiche, forni a muffola, autoclavi e camere a guanti per la preparazione e la sicurezza dei campioni.

## Sezione NMR
Il dipartimento dispone di una sezione dedicata alla spettroscopia NMR, fondamentale per l’analisi strutturale di composti organici e inorganici. Sono presenti spettrometri NMR ad alta risoluzione da 400, 500 e 600 MHz, utilizzati sia per la ricerca che per la didattica avanzata. La sezione NMR collabora con enti di ricerca e industrie per studi su materiali, farmaci e biomolecole.

### Premi e riconoscimenti
Il Dipartimento è stato riconosciuto come "Dipartimento di Eccellenza" dal Ministero dell’Università e della Ricerca. Tra i premi individuali: Claudio De Rosa ha ricevuto la Medaglia d’Oro della Società Chimica Italiana per studi sui polimeri, e Vincenzo Busico è stato premiato dall’European Polymer Federation per la ricerca sulla catalisi.